# 134 Pułk Piechoty (1939)
134 pułk piechoty (134 pp) – rezerwowy oddział piechoty Wojska Polskiego II RP.

## Formowanie pułku
134 pułk piechoty nie występował w organizacji pokojowej wojska, lecz był jednostką formowaną w czasie mobilizacji. Zgodnie z planem mobilizacyjnym „W” pułk był formowany w mobilizacji alarmowej, w grupie jednostek oznaczonych kolorem żółtym. Czas przeprowadzenia mobilizacji wynosił 72 godziny. Jednostkami mobilizującymi były: batalion KOP „Orany”, batalion KOP „Sejny” i 41 pułk piechoty. Przy czym ten ostatni korzystał ze sprzętu batalionu KOP „Suwałki”, nieistniejącego od stycznia 1939 roku.
Dowództwo pułku, organa kwatermistrzowskie jednostek pozabatalionowych, kompania gospodarcza (bez orkiestry) oraz plutony łączności, pionierów i przeciwgazowy były mobilizowane w Oranach przez tamtejszy batalion KOP.
I batalion 134 pp i kompania przeciwpancerna typ II były mobilizowane w m. Porzecze przez kompanię odwodową „Porzecze” baonu KOP „Orany”, natomiast kompania zwiadowcza przez kompanię odwodową „Olkieniki” baonu KOP „Orany”.
II batalion 134 pp był mobilizowany w Sejnach przez batalion KOP „Sejny”, natomiast III batalion w Suwałkach przez 41 pp. Do stycznia 1939 roku jednostką mobilizującą III/134 pp był batalion KOP „Suwałki”.
Mobilizacja pułku została przeprowadzona w dniach 24–27 sierpnia 1939 roku. Po jej zakończeniu pułk został podporządkowany dowódcy 33 Rezerwowej Dywizji Piechoty. 28 sierpnia 1939 roku, pułk został przetransportowany w okolice stacji Śniadowo.

## Obsada personalna
Obsada personalna pułku we wrześniu 1939
- dowódca pułku – ppłk Erwin Wolanek
- adiutant – kpt. Kazimierz Grzybowski
- II adiutant – ppor. rez. Ludwik Kamionko
- kwatermistrz – kpt. Jan Świętochowski
- dowódca I batalionu – mjr Tadeusz Hordt[3]
- dowódca 1 kompanii – por. Dąbrowski
- dowódca 2 kompanii – por. Tadeusz Goljan †9 IX 1939 Stare Łazy[4]
- dowódca plutonu – ppor. rez. Józef Witold Chełmicki †9 IX 1939 Stare Łazy[4]
- dowódca 3 kompanii – por. Mieczysław Łabędź
- dowódca 1 kompanii ckm – kpt. Jan Mihułka
- dowódca II batalionu – kpt. Stanisław Zmarz
- dowódca 5 kompanii – por. piech. Julian Mikuła †1940 Charków[5]
- dowódca 6 kompanii – por. piech. Leon Maślonka[6][7]
- dowódca 2 kompanii ckm – kpt. piech. Jan Lermer[6] †1940 Charków[8]
- dowódca III batalionu – kpt. Adolf Pawlikowski

funkcje nieustalone
- por. Apolinary Ludwik Bronisławski (I baon)
- por. rez. Jan Kazimierz Bieszczad (III baon) †1940 Charków[9][a]